# Antofobia
Antofobia (gr. anthos - kwiat, phobos - lęk) – fobia objawiająca się lękiem przed kwiatami. Osoby cierpiące na ten rodzaj fobii zazwyczaj nie boją się wszystkich rodzajów kwiatów; najczęściej są to poszczególne gatunki, głównie duże doniczkowe rośliny.